# جوازيرو دو نورتي
جوازيرو دو نورتي هي بلدية في البرازيل، تتبع سيارا، بلغ عدد سكانها 249٬939  نسمة، في 2010، تبلغ مساحتها 248 كيلومتر مربع.

## الموقع
تشترك في الحدود مع:
- Barbalha [الإنجليزية]‏.

## أعلام
- رونالدو انغليم
- خوسيه يلكر